# Elisa Shua Dusapin
Elisa Shua Dusapin, född 23 oktober 1992 i Sarlat-la-Canéda, i Frankrike, är en fransk-schweizisk författare. Dusapin växte upp i Paris, Seoul och Porrentruy men bor nu i Schweiz, hennes mor är från Sydkorea och flera av hennes böcker utspelar sig också där.